# Дрвенса
Дрвенса (пол. Drwęsa, нім. Tannenhof) — село в Польщі, у гміні Допево Познанського повіту Великопольського воєводства.
У 1975-1998 роках село належало до Познанського воєводства.